# Eparchia di Helsinki
L'eparchia di Helsinki (in finlandese: Helsingin ortodoksinen hiippakunta) è una delle tre eparchie della Chiesa ortodossa finlandese, ha sede nella città di Helsinki, in Finlandia, presso la cattedrale della Dormizione della Vergine. L'eparchia conta 40 chiese ed è divisa in tre vicariati: Helsinki, Lappeenranta e Turku.
Dal 2017 è la sede dell’Arcivescovo di tutta la Finlandia.

## Cronotassi dei vescovi e degli arcivescovi
- Aleksanteri (Karpin) 1935–1969
- Johannes (Rinne) 1972–1987
- Tiihon (Tajakka) 1988–1996
- Leo (Makkonen) 1996–2001
- Ambrosius (Jääskeläinen) 2002–2017
- Leo (Makkonen) 2018–2024, arcivescovo della Finlandia
- Elia (Wallgrén) 2024–in carica